# برايان هاميلتون
برايان هاميلتون (بالإنجليزية: Brian Hamilton)‏ (5 أغسطس 1967 في المملكة المتحدة - ) هو لاعب كرة قدم بريطاني في مركز الوسط. لعب مع نادي بارتيك ثيسل ونادي سانت ميرين ونادي فالكيرك ونادي هيبرنيان وهارت أوف ميدلوثيان ونادي سترنرير ‏ وكانبرا كوزموز ‏ ونادي آير يونايتد ونادي كلايدبانك ‏.

## وصلات خارجية
- برايان هاميلتون على موقع قاعدة بيانات كرة القدم.إي يو (الإنجليزية)